# Bienozaur
Bienozaur (Bienosaurus) – dinozaur z rodziny scelidozaurów

## Nazwa
Nazwa rodzajowa oznacza "jaszczur Biena".
Epitet gatunkowy pochodzi od nazwy formacji, w której szczątki zostały znalezione.

## Wielkość
- Długość: 1 metr
- Wysokość: 30 cm
- Masa:prawdopodobnie około 3 kilogramów.

## Pożywienie
rośliny

Zęby jak u stegozaura i ankylozaura.

## Występowanie
Żył we wczesnej jurze w Chinach.

## Odkrycie
Został odkryty w Lufeng Basin w 2001 roku przez Dong'a Zhiminga. Odkryto tylko dolną szczękę i zęby podobne do zębów stegozaurów i ankylozaurów.

## Gatunki
- Bienosaurus lufengensis